# Kronan snus

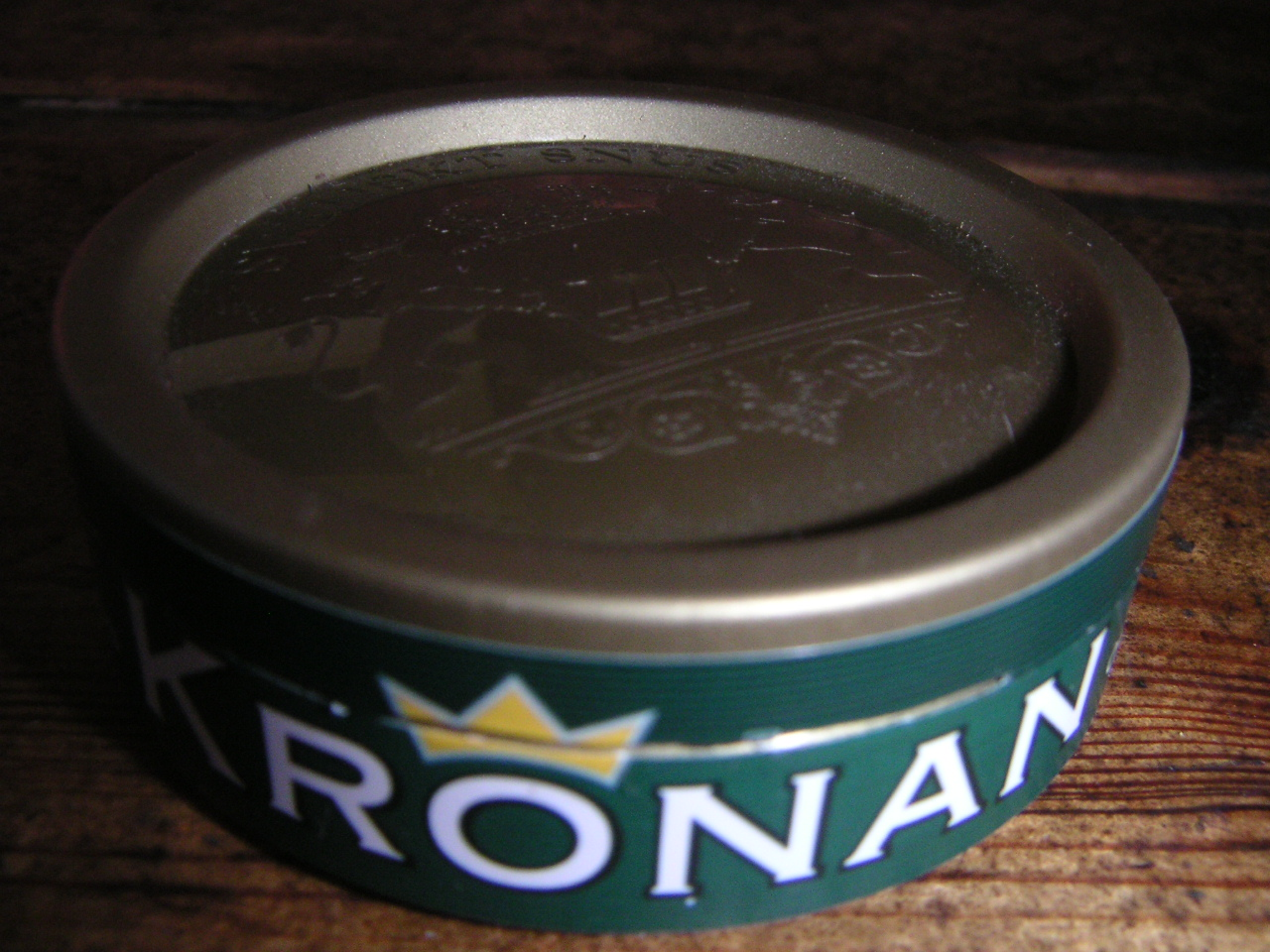
Kronan lös

Kronan är ett svenskt snus som lanserades 2005.  Den marknadsförs som Swedish Matchs motsvarighet till annan lågprissnus. Kronan ska ha en traditionell svensk snussmak och finns både som lös- och portionsnus.
Snuset fick namnet eftersom en "gammeldosa" kostade just 1 krona.